# Tiro com arco nos Jogos da Commonwealth de 2010
O tiro com arco nos Jogos da Commonwealth de 2010 foi realizado em Délhi, na Índia, entre 4 e 10 de outubro. Oito eventos foram disputados no Complexo Esportivo Yamuna.

## Medalhistas
Masculino
| Evento               | Ouro                                                        | Prata                                                             | Bronze                                                       |
| Recurvo individual   | Rahul Banerjee IND Índia                                    | Jason Lyon CAN Canadá                                             | Jayanta Talukdar IND Índia                                   |
| Recurvo por equipes  | Matthew Gray Mat Masonwells Taylor Worth AUS Austrália      | Muhammad Abdul Rahim Chu Cheng Arif Ibrahim Putra MAS Malásia     | Rahul Banerjee Tarundeep Rai Jayanta Talukdar IND Índia      |
| Composto individual  | Duncan Busby ENG Inglaterra                                 | Christopher White ENG Inglaterra                                  | Septimus Cilliers RSA África do Sul                          |
| Composto por equipes | Duncan Busby Liam Grimwood Christopher White ENG Inglaterra | Ritul Chatterjee Jignas Chittibomma Chinna Raju Srither IND Índia | Nico Benade Septimus Cilliers Kobus de Wet RSA África do Sul |

Feminino
| Evento               | Ouro                                                      | Prata                                                         | Bronze                                                         |
| Recurvo individual   | Deepika Kumari IND Índia                                  | Alison Williamson ENG Inglaterra                              | Dola Banerjee IND Índia                                        |
| Recurvo por equipes  | Dola Banerjee Deepika Kumari Bombayala Laishram IND Índia | Naomi Folkard Amy Oliver Alison Williamson ENG Inglaterra     | Marie-Pier Beaudet Alana MacDougall Kateri Vrakking CAN Canadá |
| Composto individual  | Nicky Hunt ENG Inglaterra                                 | Doris Jones CAN Canadá                                        | Cassie McCall AUS Austrália                                    |
| Composto por equipes | Danielle Brown Nicky Hunt Nichola Simpson ENG Inglaterra  | Camille Bouffard-Demers Doris Jones Ashley Wallace CAN Canadá | Bheigyabati Chanu Jhano Hansdah Gagandeep Kaur IND Índia       |

## Quadro de medalhas
| Ordem | País          | Medalha de ouro | Medalha de prata | Medalha de bronze | Total |
| ----- | ------------- | --------------- | ---------------- | ----------------- | ----- |
| 1     | Inglaterra    | 4               | 3                |                   | 7     |
| 2     | Índia         | 3               | 1                | 4                 | 8     |
| 3     | Austrália     | 1               |                  | 1                 | 2     |
| 4     | Canadá        |                 | 3                | 1                 | 4     |
| 5     | Malásia       |                 | 1                |                   | 1     |
| 6     | África do Sul |                 |                  | 2                 | 2     |
| TOTAL | TOTAL         | 8               | 8                | 8                 | 24    |